# Înot

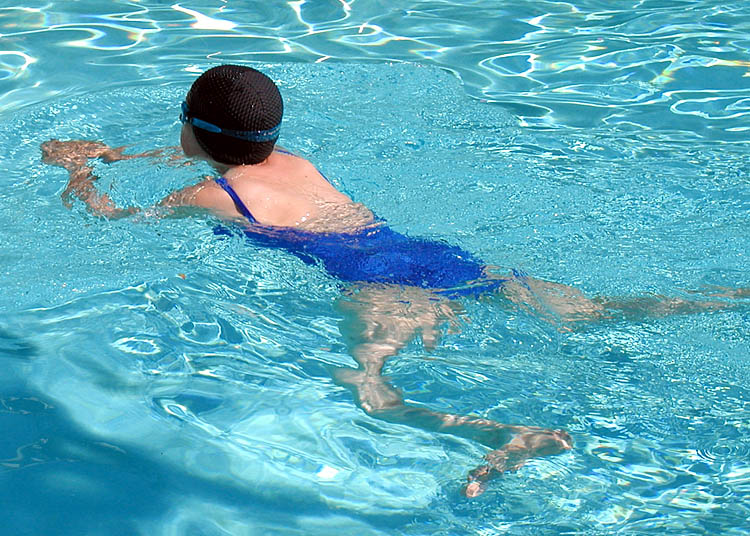
Înot recreativ în stilul bras

Înotul este o mișcare de deplasare a oamenilor sau a animalelor prin apă, de obicei fără niciun fel de asistență artificială. Tipurile sau stilurile de înot sunt craul, bras, fluture sau spate, dar și anumite derivate ale acestora, de exemplu bras lung, spate dublu etc.

## Istoric
Răspândirea înotului în lume este influențată de preocupările oamenilor, condițiile geografice și de condițiile climaterice. Înotători foarte buni erau în triburile africane care trăiau pe malurile lacurilor, iar polinezienii sunt cei de la care provine tehnica înotului craul și arta surfing-ului. La unele popoare, cum ar fi indienii americani precolumbieni, înotul era cunoscut și practicat în mod curent, acesta fiind prezent chiar și în cadrul unor ceremoniale religioase.
Înotul este documentat încă din perioada preistorică. Primele atestări ale înotului sunt desenele de pe zidurile cetății Vadi Sari din deșertul libian cu o vechime de 9000 de ani, ce prezintă oameni înotând. 
Referințe scrise datează din jurul anului 2000 î.Hr. În Grecia antică, înotul se practica și era folosit în educația fizică a tinerei generații, precum și în scop utilitar. Grecii se scufundau pentru pescuitul coralilor, bureților, stridiilor etc., pentru verificarea și repararea chilelor vaselor, iar unele descoperiri arheologice atestă că la romani înotul s-a practicat în scop militar dar și igienic, în terme unde erau construite bazine în care apa avea temperatură diferită.
Alte documente dovedesc faptul că în Japonia anului 36 î.Hr. se organizau mari competiții de înot, iar la curtea imperială din Beijing se
făceau demonstrații de înot.
Unele informații transmise de-a lungul vremii atestă că în Anglia, în anul 730 d.Hr. au fost organizate întreceri de înot la Beawulf Epos.
În anul 745 d.Hr. printr-un edict a fost interzis îmbăiatul public, și chiar interzicerea contactului cu apa, îmbăiatul, igiena corporală erau considerate imorale, “pierdere de timp”. Această concepție a durat câteva sute de ani și doar odată cu dezvoltarea ideii cavalerismului se recunoaște importanța cunoașterii înotului pentru a putea depășii obstacole naturale, (înotul regăsindu-se printre cele șapte virtuți cavalerești - lupta, călăria, înotul, mânuirea armelor, aruncarea, viața de curte și turnirul). Apariția armurilor grele în echipamentul cavalerilor a determinat abandonarea învățării înotului.
În secolele XV-XVIII, odată cu dezvoltarea ideilor renascentiste se înregistrează un progres semnificativ privind practicarea înotului în scop igienic, aplicativ și de agrement.
În 1538, lingvistul german Nikolaus Wynmann a scris prima carte despre înot: Înotătorul sau un dialog despre arta înotului (Der Schwimmer oder ein Zwiegespräch über die Schwimmkunst). Sunt apreciate calitățile igienice ale înotului și se scot în evidență influențele benefice ale acestuia asupra funcțiilor organismului. Se recomandă practicarea înotului în stiluri diferite, a brasului, spatelui, înotul sub apă, săriturile și cunoașterea acțiunilor de salvare, însoțite de indicații metodice. Recomandă de asemenea executarea unor exerciții pe uscat utilizând unele obiecte ajutătoare: suspendarea de capătul unor cordoane sau bășici umflate cu aer. Lucrarea este interzisă de biserică în anul 1545.
În Franța în anul 1760 se inaugurează primul ștrand public, alimentat cu apă din Sena și dotat cu dușuri cu apă potabilă. În 1774, la Frankfurt se construiește un bazin de înot, după care apar și altele în Europa.
Înotul competițional în Europa a debutat în jurul anului 1800, utilizându-se în principal procedeul bras. În 1873, John Arthur Trudgen a introdus procedeul „trudgen” în competițiile de înot din vest, copiind procedeul craul practicat de indigenii americani.
Datorită aversiunii britanice pentru stropit, Trudgen a înlocuit mișcarea de picioare alternativă caracteristică procedeului craul cu o mișcare de forfecare.
Înotul a devenit disciplină olimpică în cadrul primelor Jocuri olimpice moderne din Atena în 1896. În 1902, Richard Cavill a introdus procedeul craul în occident.
În 1908, a fost înființată federația internațională de înot (Fédération Internationale de Natation - FINA).
Procedeul „fluture” a fost dezvoltat în anii 1930, fiind în prima fază o variantă a procedeului bras, până când a fost acceptat ca și procedeu separat în anul 1952.

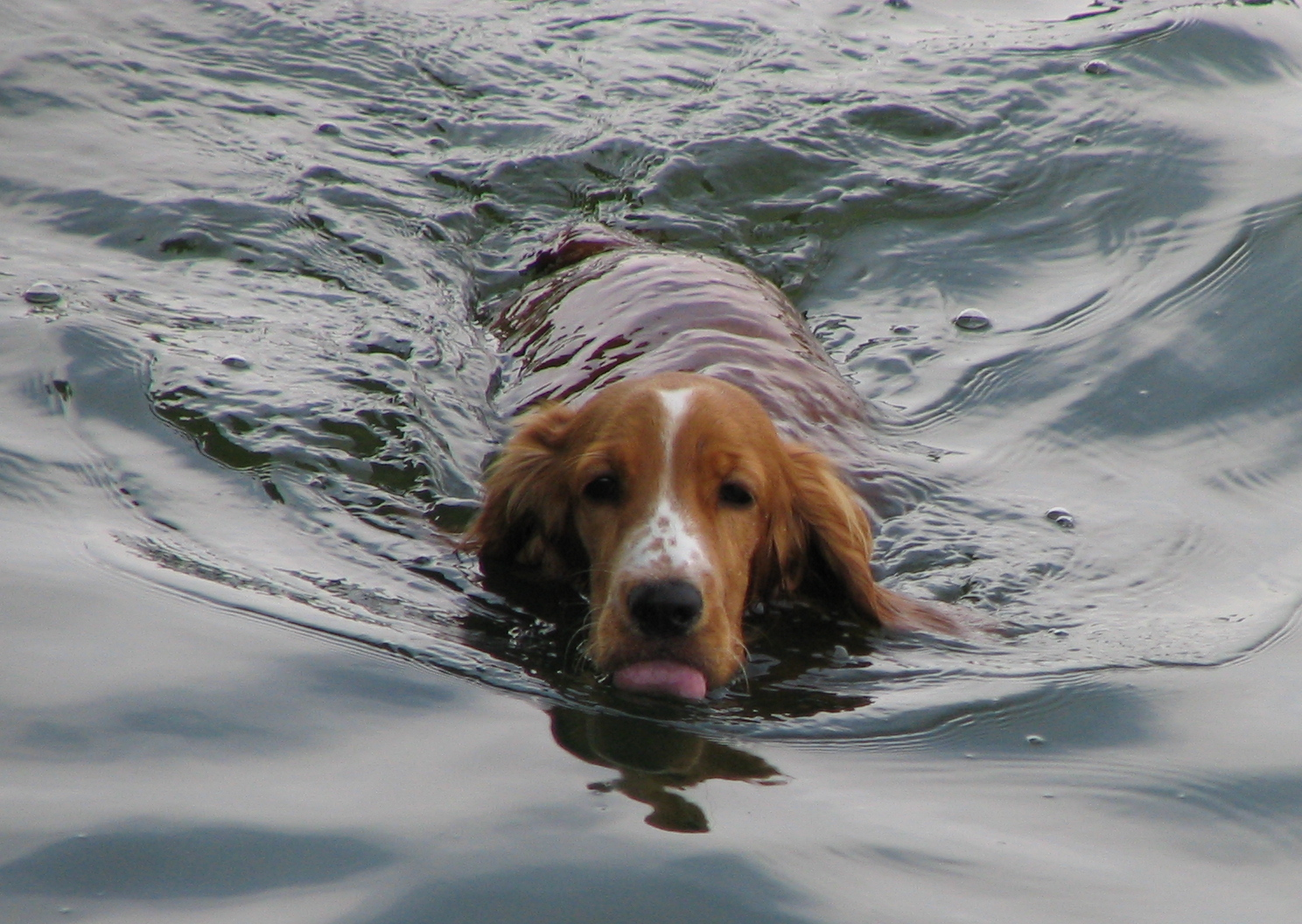
Un câine înotând

## Categorii de înot

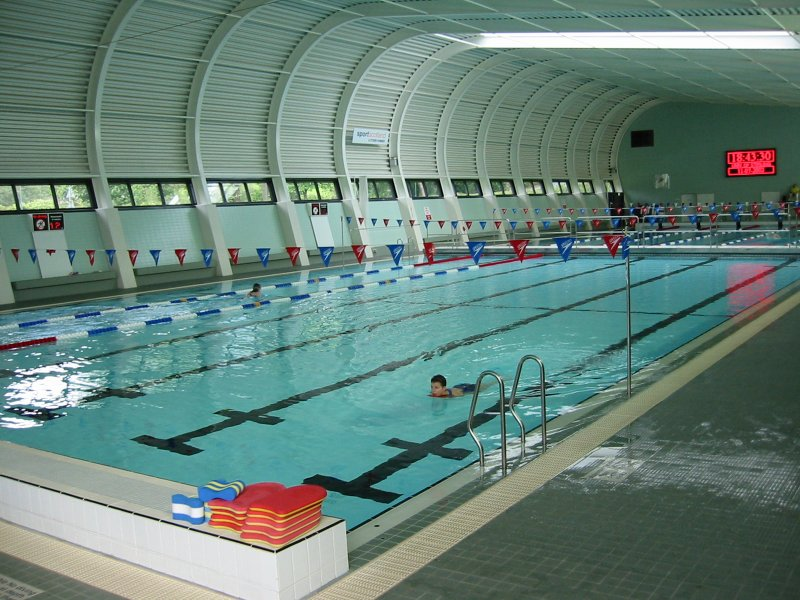
Bazin de înot acoperit

### Înot recreativ
Înotul recreativ sau de agrement se practică în diferite zone de agrement amenajate sau naturale în care prezența unui bazin de înot, ape curgătoare, lac sau mare, oferă această posibilitate de practicare. Scopul practicării înotului de agrement este cel recreativ, pentru satisfacțiile ce le oferă oamenilor contactul cu apa, cât și satisfacția deplasării în acest mediu mai puțin obișnuit. Practicarea înotului de agrement se asociază cu plaja și cu diferite activități sportive (volei, fotbal etc).

### Înot aplicativ
Înotul aplicativ sau utilitar este utilizat în activitățile de muncă legate de mediul acvatic și în cele de salvamar, de salvare de la înec. 
În activitatea marinarilor, scafandrilor, pescarilor, a constructorilor de poduri și baraje, constructorilor de nave, înotul este vital pentru salvarea vieții în caz de accidente.
În cadrul înotului aplicativ se organizează de asemenea diferite întreceri, în mod special cele de salvare de la înec.
Se presupune că procedeul bras ar fi cel mai vechi procedeu de înot practicat în scop utilitar. Există dovezi încă de la vechii egipteni că și alte stiluri de înot erau practicate în scop utilitar. 

Romanii apreciau înotul pentru valoarea aplicativă și militară, iar camparea militară intr-o tabără, presupunea amenajarea unui loc în vederea învățării înotului pentru soldați. Ei trebuiau să dobândească cunoștințe despre înot deoarece li se cerea să parcurgă o anumită distanță complet echipați de luptă prin apă adâncă. În Grecia, caracterul utilitar al înotului venea prin ocupațiile oamenilor de a pescui corali și bureți.

### Înot terapeutic
Este utilizat în scopul recuperării neuro-motorii, în tratamentul unor afecțiuni nervoase, cardio-vasculare, respiratorii, etc., folosirea lui fiind făcută la recomandarea medicilor. De asemenea, se mai poate utiliza înotul și formele de hidroterapie ca mijloace esențiale în relaxarea și refacerea potențialului psiho-fizic în urma eforturilor prestate de sportivii de performanță.

Înotul cu caracter terapeutic se practică în bazine special construite cu apă încălzită, dar se poate practica și în aer liber sau în ape deschise.

### Natație
Natația ca disciplină sportivă cuprinde:
- înotul sportiv (competițional)
- polo pe apă
- sărituri în apă
- înot sincron.

Pe lângă acestea, ar mai putea fi incluse 
- înotul subacvatic
- înotul de fond (maratonul nautic)
- înot masters

## Beneficii

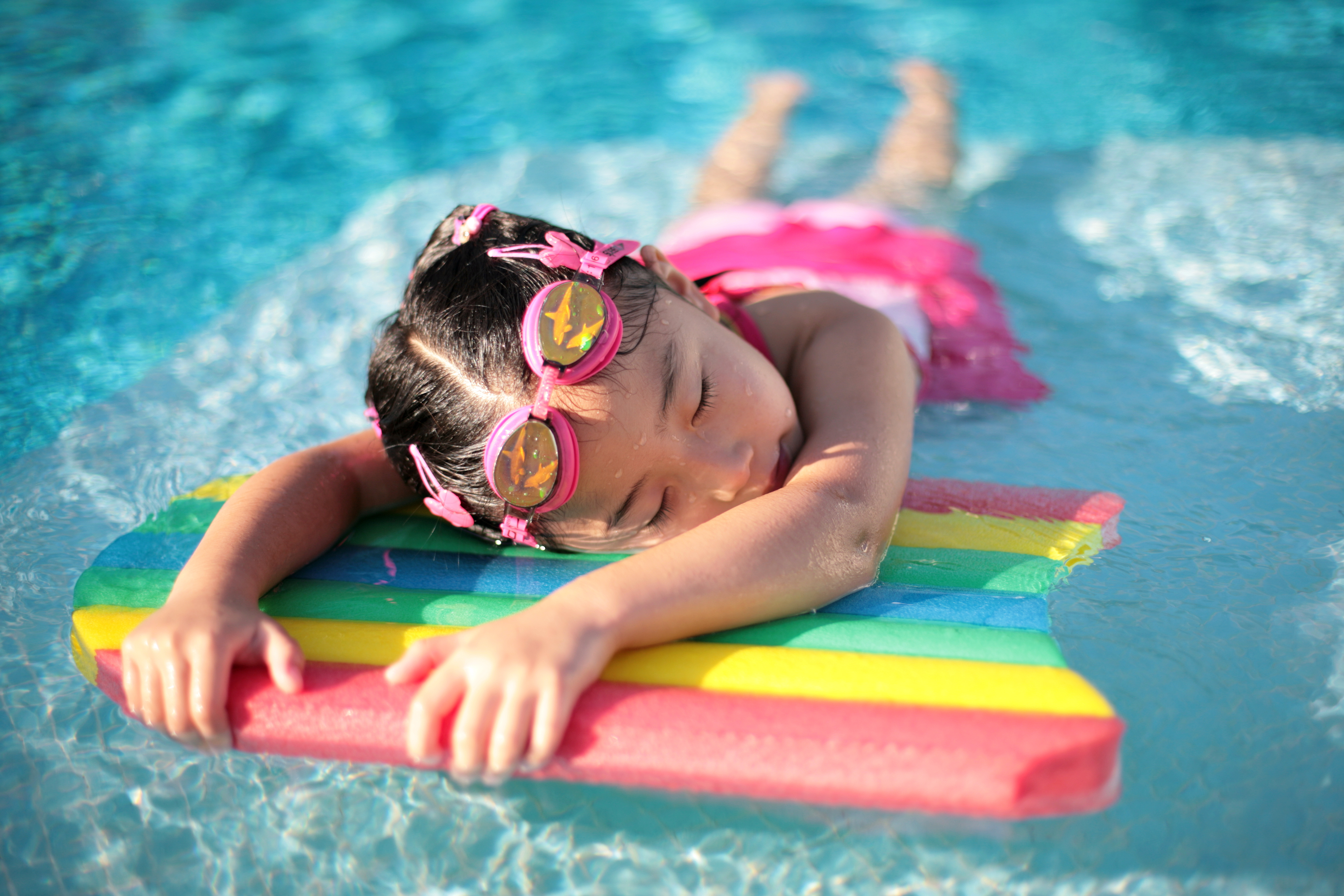
Un flotor este un dispozitiv simplu care ajută la învățarea înotului.

Înotul este sportul cel mai eficient din punct de vedere al raportului dintre efortul depus și caloriile arse. 
Înotul ajută mult pentru sănătatea persoanelor cu probleme de circulație sau de coloană vertebrală. Și femeilor însărcinate le este recomandat înotul, deoarece acest sport ajută la îndreptarea mușchilor abdominali și a umerilor, zone foarte solicitate ale trupului unei gravide. Mișcarea în apă poate reduce și durerile incheieturilor, presiunea ridicată a sângelui și disconfortul asociat cu sarcina. Alte beneficii ale practicării înotului sunt:
- crește rezistența cardio-pulmonară;
- stimulează circulația sanguină;
- contribuie la menținerea unei tensiuni arteriale stabile;
- reduce riscul bolilor cardiovasculare;
- dezvoltă majoritatea grupelor musculare (mai mult de două treimi din întreaga masă musculară);
- întărește ligamentele articulare, prevenind posibilele leziuni;
- îmbunătățește postura corporală;
- dezvoltă flexibilitatea;
- generează stări de bine, pozitive;
- ajută la îmbunătățirea stărilor de anxietate și ameliorează simptomele de depresie;
- relaxează mușchii după stresul unei zile obositoare;
- stimulează creșterea și dezvoltarea fizică și psihică;
- îmbunătățește dezvoltarea psihomotorie.

Ajută la creștere și dezvoltare, este un mod de a menține condiția fizică.

## Învățarea înotului
Învățarea înotului se împarte în 3 etape.
Inițiere înot
Fie că este vorba despre un copil sau despre un adult, acomodarea și învățarea elementelor de bază în mediul acvatic este foarte delicată. Deși am putea spune că suntem o specie care adoră apa, există la multe persoane acea teamă de apă. Este important instructorul care cunoaște metodele de adaptare la noul mediu și echipamentul folosit. Este un proces lent care necesită mult curaj, efort și răbdare. Centrele de inițiere acceptă în mod normal, copii de la vârsta de 3-4 ani, deoarece cu aceștia se poate lucra mai ușor, iar pentru cei mai mici de 3 ani, este nevoie și de prezența unui tutore. 
Inițierea în înot durează aproximativ 4-5 săptămâni, dar depinde și de atitudinea, mobilitatea și condiția la efort al începătorului. După inițiere, care înseamnă în mare parte, acomodarea cu mediul acvatic și învățarea elementelor de bază în acest mediu, urmează procesul de învățare al înotului , perfecționarea. Dacă, după perioada de inițiere, te poți deplasa în apă, atunci ai urmat cu succes această etapă.
Perfecționare înot este etapa mai îndelungată, care pregătește persoana să se deplaseze în apă după un anumit stil.
Craul este stilul cel mai rapid , folosit cel mai adesea.
Bras este o metodă mai simplă, dar mai lentă decât craul.
Perfecționarea presupune învățarea unui stil sau a mai multor stiluri de înot pe o perioadă nedeterminată, deoarece necesită mult timp, răbdare și depinde de fiecare în parte. 
Performanță
Este etapa unde cei care s-au perfecționat în tainele înotului, doresc să practice acest sport la nivel profesionist.

## Costume de baie

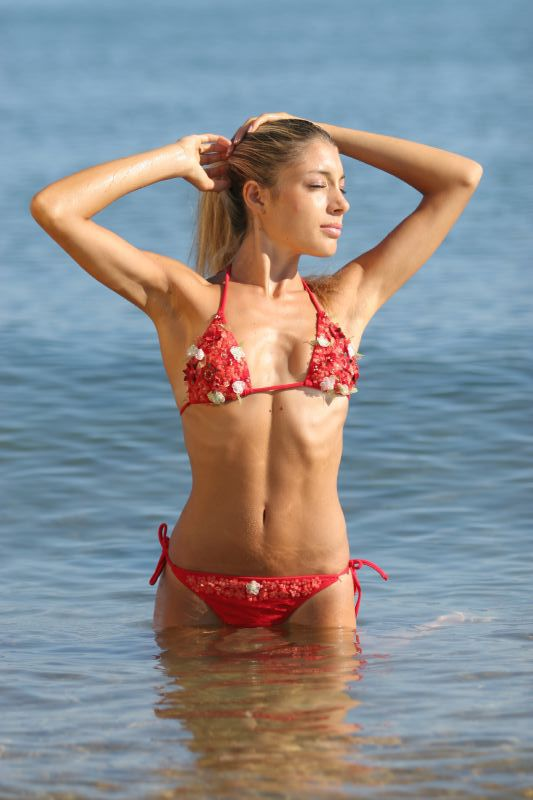
Costum de baie bikini

Un costum de baie este un articol de îmbrăcăminte folosit pentru înot și plajă. 
Costumele de baie ca un articol special de îmbrăcăminte, nu au apărut până în secolul al XX-lea.
Dacă în 1900 costumele de baie erau asemănătoare atât pentru bărbați cât și pentru femei și acopereau o mare parte din corp, pe parcurs costumele de baie au devenit tot mai sumare acoperind doar parțial corpul.
În 1943 sunt introduse costumele de baie din două piese ca urmare a războiului, când deficitele de materiale au solicitat o reducere cu 10% a cantității de material folosit pentru a crea costume de baie.
Următorul eveniment major în istoria costumelor de baie a avut loc în 1946, când a fost introdus la Paris bikini, un costum din două piese pentru femei.
În anii următori, diverse materiale sintetice cum ar fi Dacron, Orlon, spandex, au fost inventate și folosite singure sau în combinații cu materiale textile pentru a produce costume de baie. 
În prezent la fabricarea costumelor de înot se folosesc materiale noi cum ar fi fibrele de carbon, nylon, fibre sintetice poliuretanice (elastan). În anul 2008 poliuretanul a apărut prima dată cu utilizarea unui nou costum de înot.